# Fjord (paard)

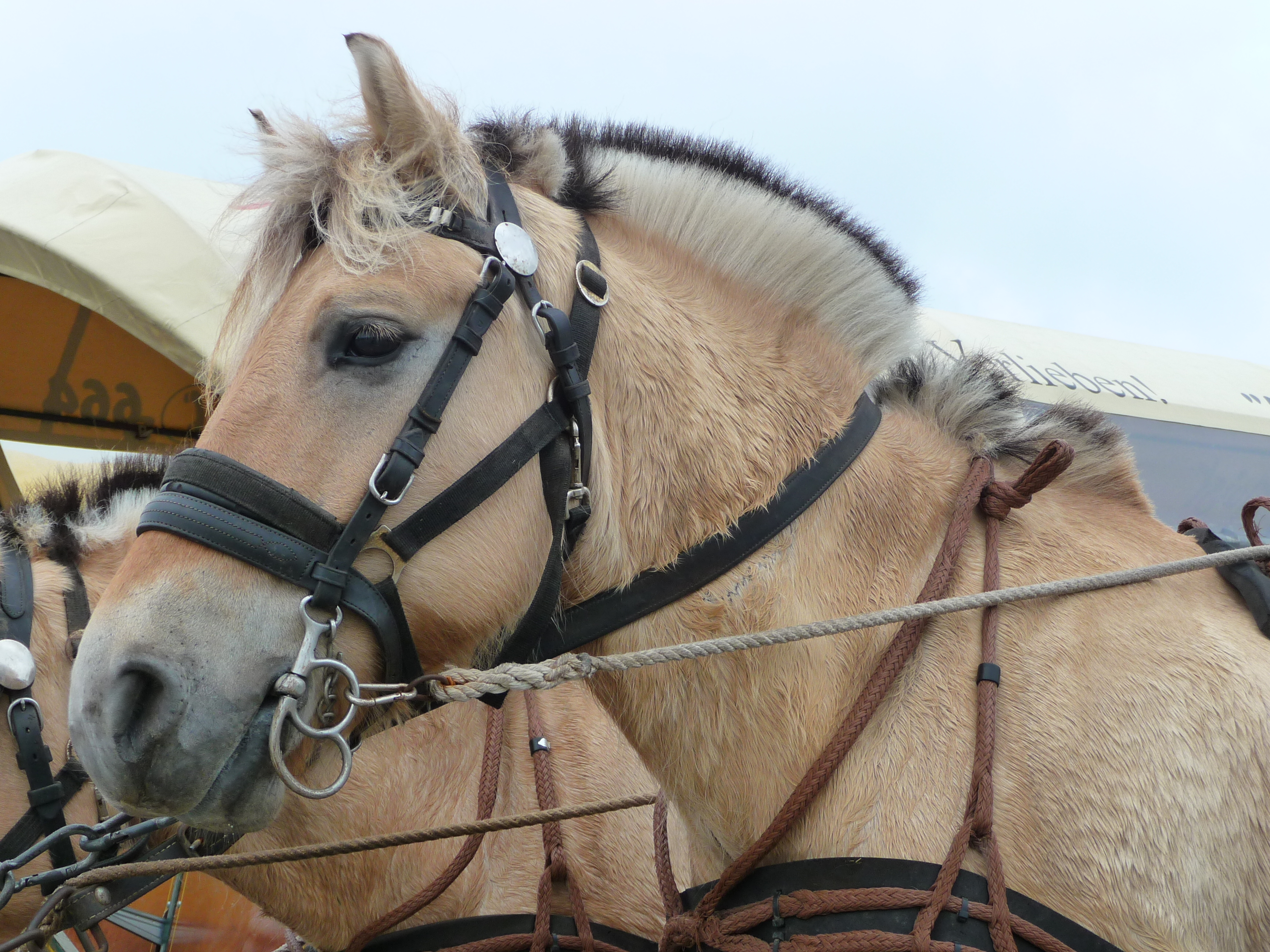
Hoofd van een fjord

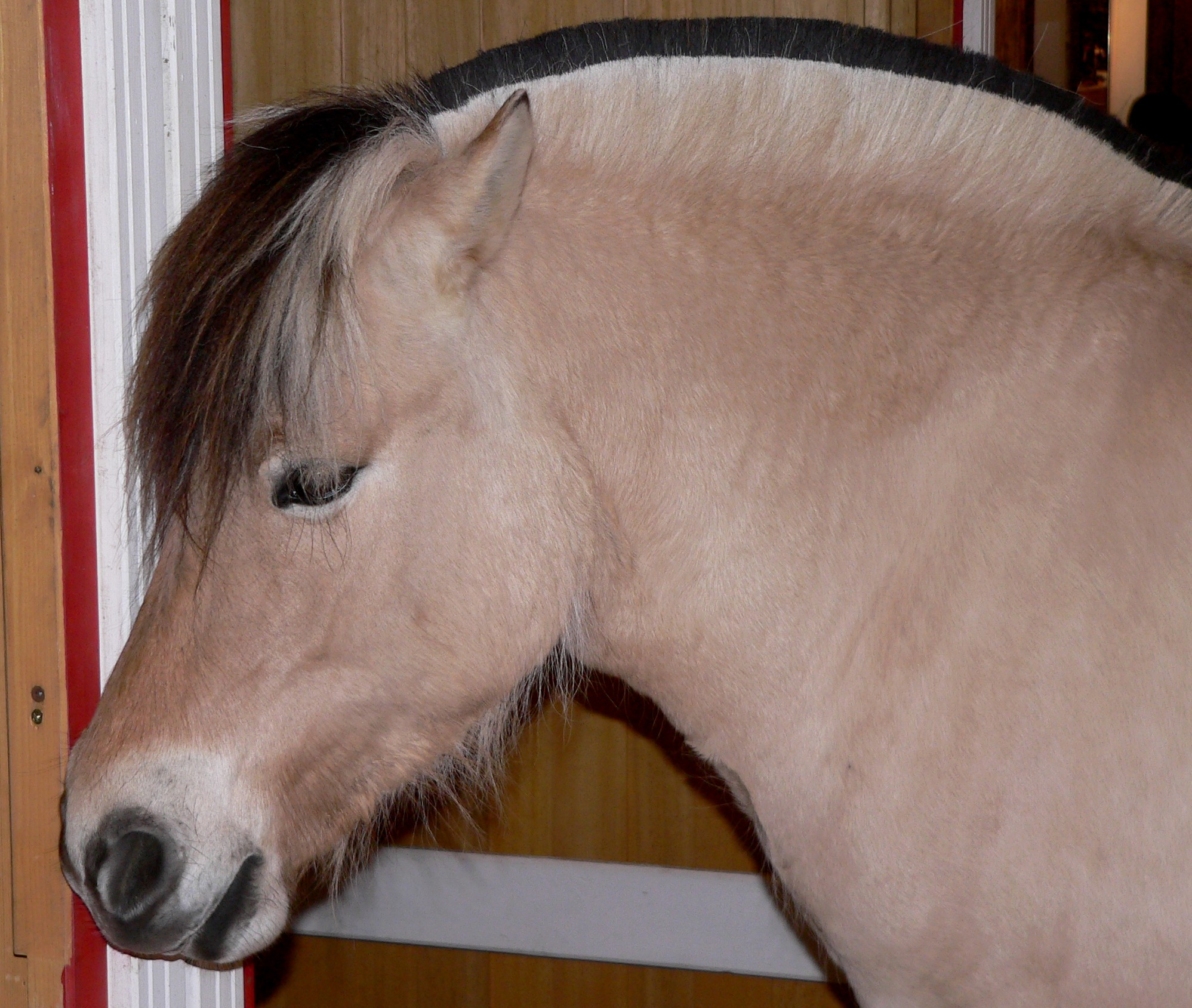
Geknipte manen van een fjord

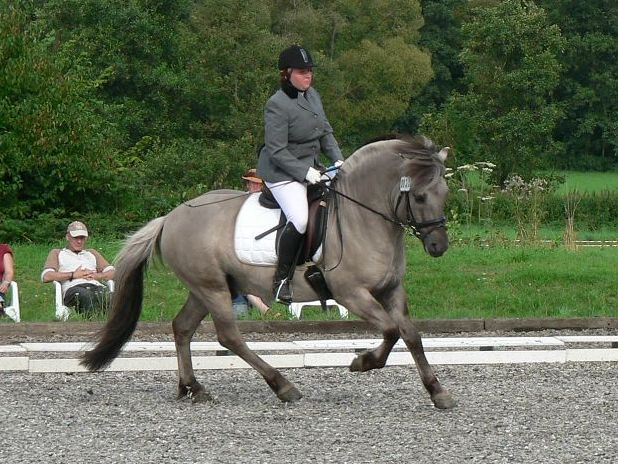
Een vaalgrijze fjord onder het zadel

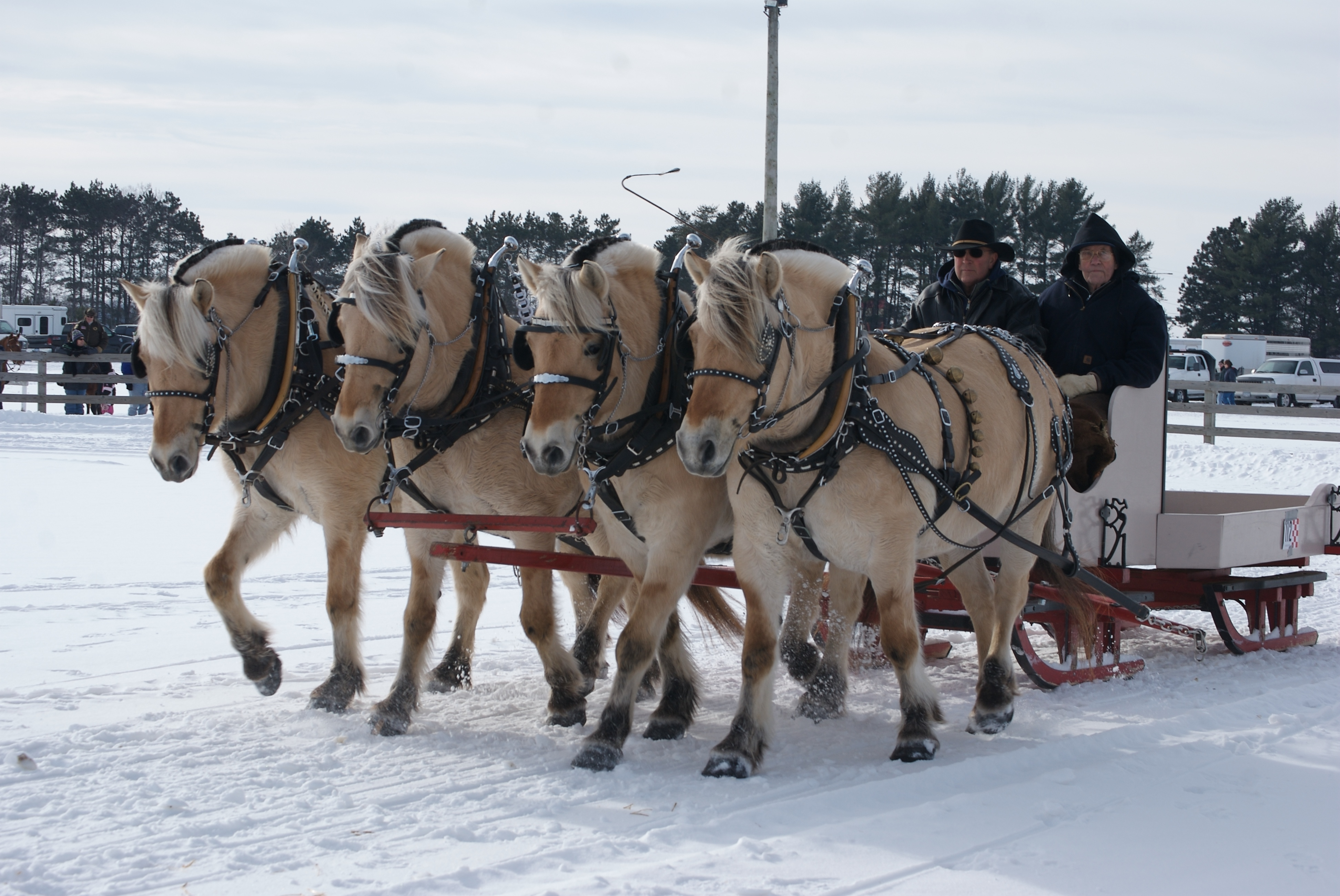
Vierspan voor een slee

De fjord of het fjordenpaard is een van de drie inheemse paardenrassen van Noorwegen en ook een van de oudste en zuiverste rassen ter wereld. Het fokken gebeurde voornamelijk in het westen van het land. Over de oorsprong van het ras is niet veel bekend.

## Geschiedenis
Men vermoedt dat het paard Noorwegen is binnengekomen vanuit het oosten, er zijn (archeologische) aanwijzingen dat er na de laatste ijstijd in het zuiden van Zweden en Denemarken wilde paarden leefden. Vermoedelijk rond 1200 v.Chr. (de bronstijd) werden deze getemd. Archeologische opgravingen van Vikinggraven tonen aan dat zij ook paarden gebruikten. De Vikingen namen onder meer hun paarden mee naar IJsland en de Britse eilanden. Het IJslandse paard en het fjordenpaard zijn dus naar alle waarschijnlijkheid verwant. Sinds de tijd van de Vikingen worden de manen van het fjordenpaard geknipt. Bij de 'Nederlandse manier' van knippen worden de lichtere zijmanen korter geschoren dan de zwarte haren in het midden. Bij de oorspronkelijk 'Noorse manier' van knippen worden alle manen even lang afgeknipt. Dankzij zijn kracht, hardheid en vaste tred is de fjord een goede hulpkracht voor de landbouw in het gebergte.
Aan het begin van de 20e eeuw werd het paard vooral ingezet als werkpaard en werd het als volgt beschreven: "Kop als een haring, nek als een spinnewiel, lichaam als een biet en voeten als stalen veren". Het Nederlandse Staatsbosbeheer gebruikte fjordenpaarden om boomstammen uit de bossen te slepen. Toen dat werk was gemechaniseerd, werden de paarden ingezet als grote grazers.
Tegenwoordig is het fjordenpaard meer een hobby- en vrijetijdspaard. Een fjordenpaard is een veelzijdig paard. Ze lopen veel onder het zadel, Z-dressuur is geen uitzondering meer. Fjorden worden ingezet voor bijvoorbeeld marathonrijden, dressuur voor de wagen lopen en met gehandicapten onder huifbedden en onder het zadel. Fjorden worden tevens gereden als westernpaard in de hogere klassementen met wedstrijden.

## Kenmerken
- Schofthoogte: 1,35 tot 1,50 m.
- Karakter: werkwillig, koelbloedig, enthousiast en nieuwsgierig. Maar kan ook zeer koppig zijn. Doorgaans betrouwbaar en rustig. Een prettig familiepaard.
- Vachtkleur: er zijn vijf geaccepteerde kleuren: vaalbruin (brunblakk), vaalgrijs (grå), vaalrood (rødblakk), vaalgeel (gulblakk) en vaalwit (ulsblakk). Het gaat hier om variaties van de zogenaamde wildkleur, met een aalstreep; een donkere streep die begint in de manen, over de rug loopt en eindigt in de staart.
- Aftekeningen: behalve een (zeldzame) kleine ster op het voorhoofd zijn witte aftekeningen niet toegestaan.[1]
- Beharing: de voorlok van de manen bedekt bij een volwassen paard de helft tot twee derde van het hoofd. De traditie bepaalt dat de tweekleurige manen, die eigenlijk zouden hangen, zo geknipt worden dat zij rechtop staan en dat de gebogen lijn van de nek geaccentueerd wordt.
- Hoofd: goed geproportioneerd, klein en goed gedefinieerd met een breed en vlak voorhoofd. Korte afstand van de ogen tot aan de mond. Grote, donkere en heldere ogen met een rustige uitdrukking. Neusgaten groot, en qua proportie dusdanig dat de mond een "vierkant" voorkomen krijgt. Oren moeten relatief kort zijn, parallel, met een pluisje op de uiteinden en niet te dicht bij elkaar gezet.
- Ruime gangen; stap, draf en galop.
- Gebruik: recreatie, buitenritten, trek- en tuigpaard (mensport), voltige. Er worden ook regelmatig fjorden gebruikt voor de dressuur, de endurance, het springen en westernrijden.

## Fokbeleid
Volgens de EU-richtlijnen voor het fokken van dieren is Noorwegen het vaderland van het fjordenpaard. Zodoende zijn Norges Fjordhestlag en Norsk Hestesenter medeverantwoordelijk voor het ras. Er is veel belangstelling voor dit ras en er wordt veel gefokt in zowel Europa als de VS en Canada. Het fokplan bepaalt dat het fokken het bijzondere van en de variatie binnen het ras moet bewaren. Verder dienen kleuren en tekeningen die atypisch zijn voor het ras niet doorgefokt te worden. Het fjordenpaard moet een sterke bouw hebben, robuust, goed geproportioneerd en goed gespierd zijn en uitstraling en charme hebben. Het moet coöperatief, betrouwbaar, evenwichtig en rustig zijn in de meeste situaties. Verder moet het zich zowel op ruig terrein als op de vlakte goed kunnen bewegen. Het dient een veelzijdig paard te zijn, voor zowel rijden als trekken.
Om een en ander in juiste banen te kunnen leiden werd in 1955 door een aantal aspirant fokkers de vereniging "Het Nederlandse Fjordenpaarden Stamboek" opgericht en als eerste stap op de weg van de fokkerij werden drie raszuivere dekhengsten naar Nederland gehaald en ter dekking gesteld. Sindsdien heeft het fokken van zuivere fjordenpaarden in Nederland een flinke opmars gemaakt. In 2010 waren er ruim 2300 leden bij de vereniging ingeschreven. En er zijn zo'n tienduizend fjordenpaarden in Nederland.

## Afbeeldingen

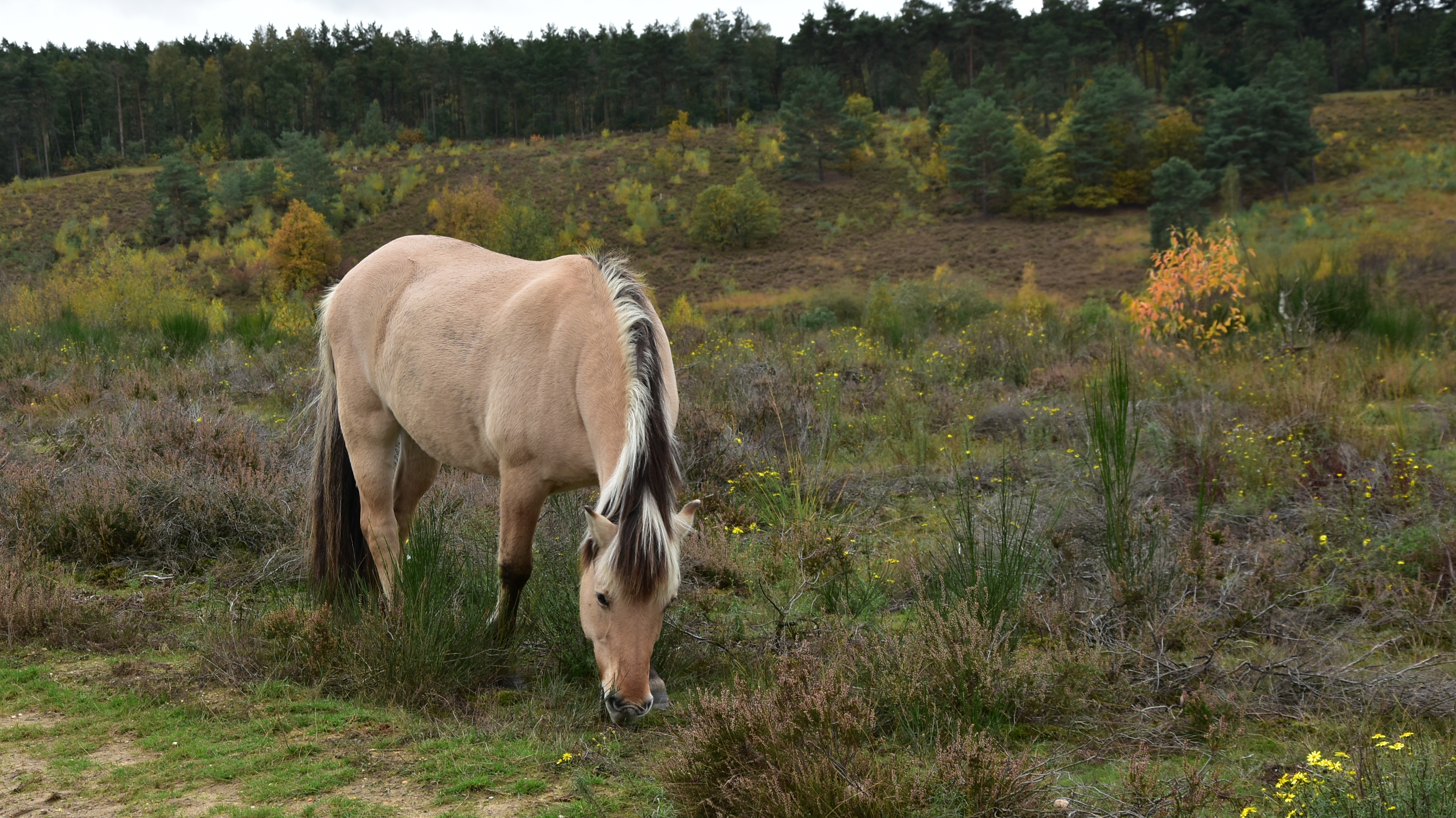
Een fjordenpaard in de Vallei van de Kikbeekbron
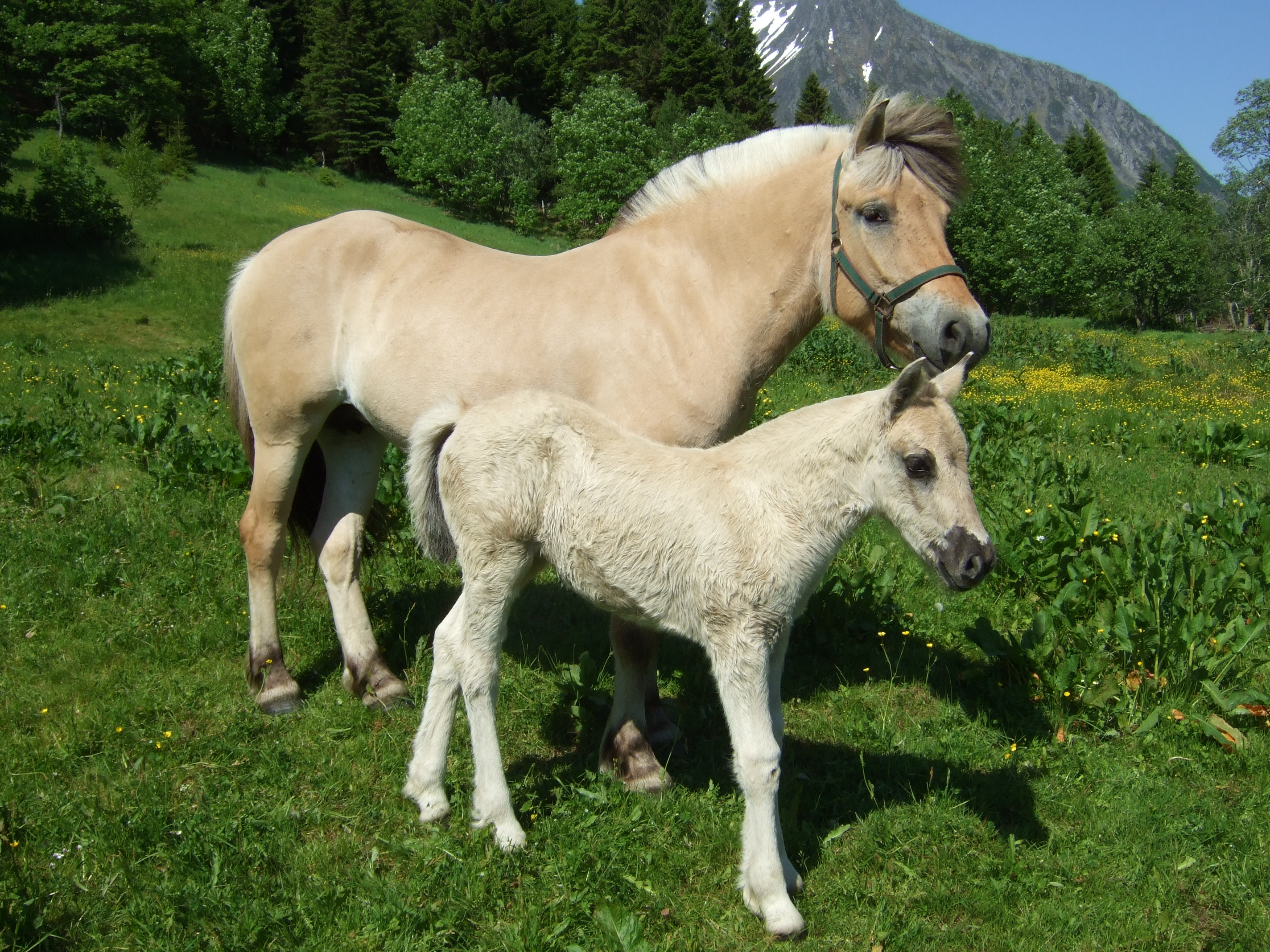
Merrie met veulen
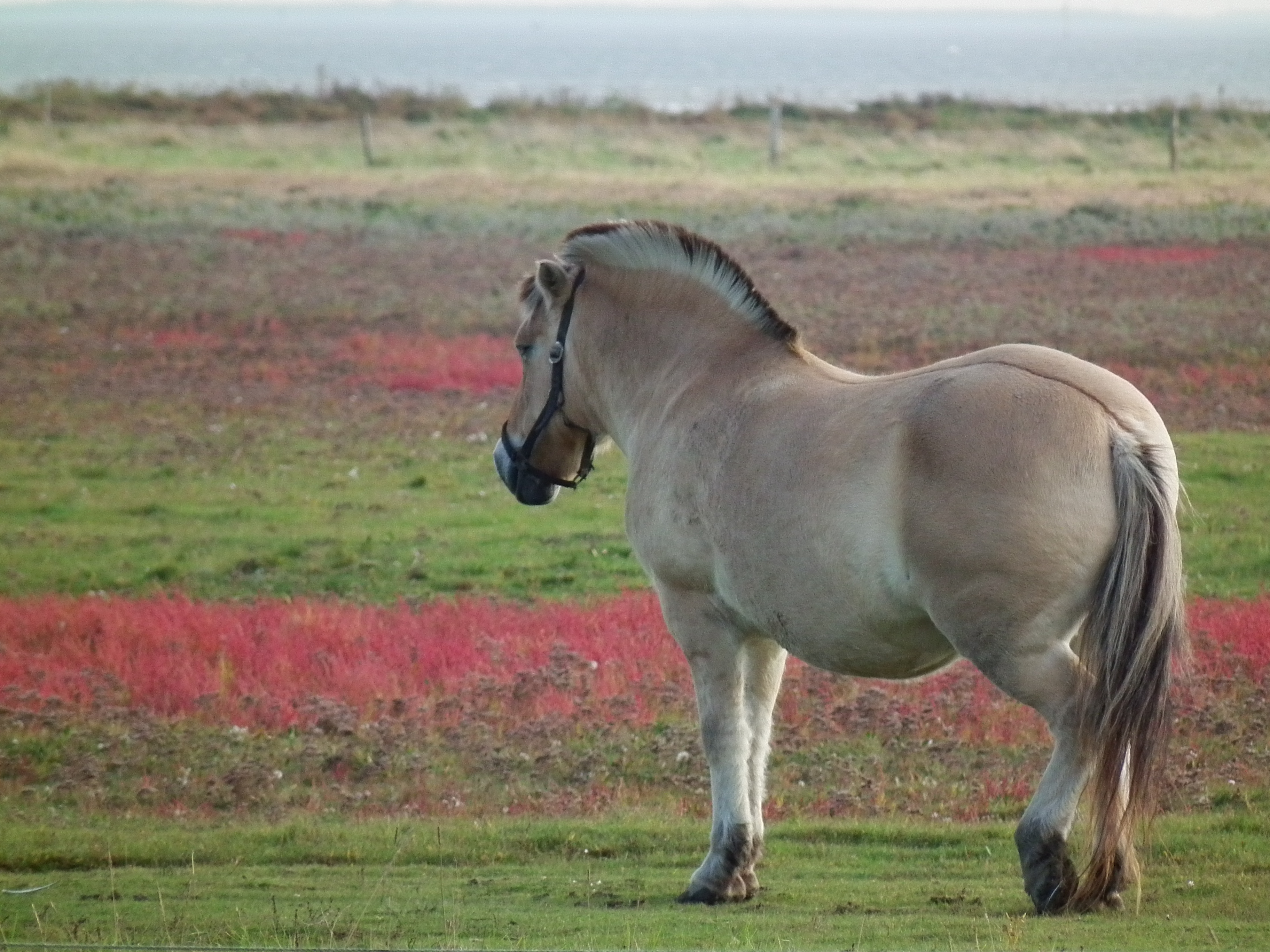
Rug met aalstreep
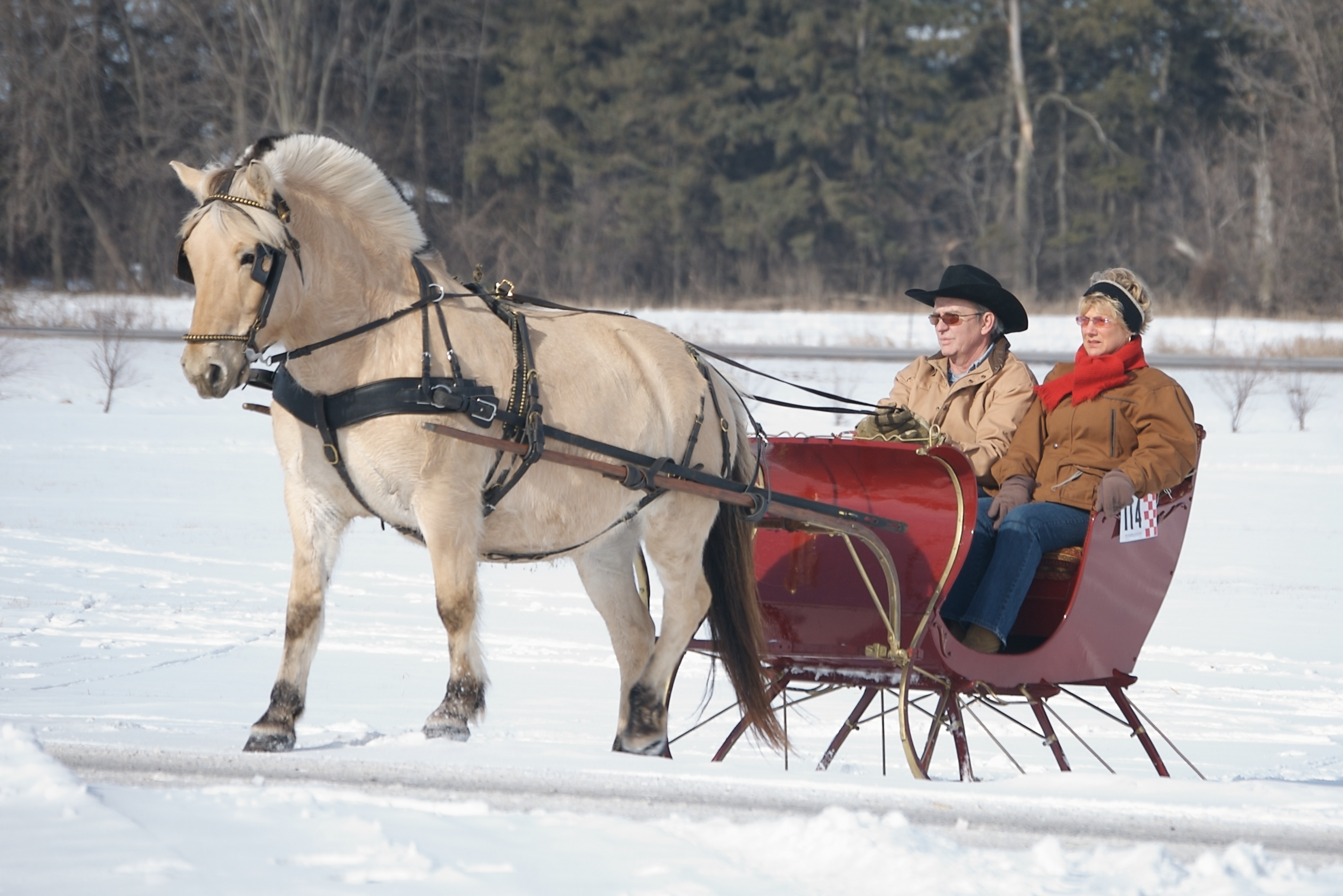
Voor de slee